# Церковь Вознесения Девы Марии (Мост)
Церковь Вознесения Девы Марии (чеш. Kostel Nanebevzetí Panny Marie — позднеготическая церковь в городе Мост (Чехия) (Устецкий край, Чехии). Храм находится в северной части города за Мостовым коридором, примерно 1 км к западу от вокзала. 8 февраля 2010 года храм получил статус национального культурного памятника Чешской республики. Храм построен в 1517—1550 годах после городского пожара 1515 года.
Известность церковь получила в 1975 году, когда она была перемещена по рельсам на расстояние 841 метр. Переправление было необходимо для спасения храма, так как территория, на которой он находился, сравняли с землей из-за добычи угля. Здание попало в Книгу рекордов Гиннесса как самое тяжёлое из когда-либо перемещавшихся строений и оставалось рекордсменом до 2004 года.

## История
Предшественником современного храма была раннеготическая трёхнефная базилика, уничтоженная городским пожаром в 1515 году. Согласно документу Римского папы Бонифация VIII 1296 года, этот храм был построен между 1253—1257 годами. От первоначальной церкви сохранилась только её восточная крипта и окружающие её стены западной башни.

### Обновление церкви
В 1515 году Мост был уничтожен пожаром, который сильно повлиял на последующий архитектурный вид города. 20 августа 1517 года на руинах старого храма началось строительство новой церкви. Строительство было поручено ученику и последователю архитектора Бенедикта Рейта архитектору Якобу Хайльману из Швайнфурта, который спроектировал церковь с тремя нефами. Проект храма был с расположенной внутри опорной конструкцией, с закрытым пресвитерием, призматической башней, галереей в главном фасаде, прихожей на северной стороне и с северо-западной ризницой. На первом этапе строительства разбирали остатки сгоревшего храма. В 1518 году Якоб Хайльман сдал проект нового здания. Планом стал руководить Йиржи из Маульброна (Jiří (Jörg) z Maulbronu). В 1531 году после него управление проектом продолжил Пётр Хайльман (Petr Heilmann). Во втором десятилетии XVI века были законченны своды часовни, подняты внутренние колонны. В 1532 году были остеклены окна и высечены нервюры сводов. В 1549 году было завершено основание здания и приблизительно в 1550 году появились порталы в стиле ренессанс. После следующего городского пожара в 1578 году храм опять частично пострадал. Его реставрация длилась вплоть до 1602 года. В 1549 году епископ Збинек Берка (Zbyněk Berka z Dubé a Lipé) установил в храме освящение. На последующих этапах происходили экстерьерные и интерьерные исправления храма. В 1650 году храм получил новую крышу.

### Сбор средств на храм
В 1501 году папа римский Александр VI подтвердил просьбу короля Владислава II на покровительство города Мост над храмом, над которым ранее покровительствовал монастырь крестоносцев Храма Божьего Гроба в Здеразе (Zderaz) под Прагой. В связи с этим забота о реконструкции храма перешла к городу. Его финансирование не могло полностью покрыть расход, поэтому было решено организовать индульгенции для сбора средств. Горожане получили в 1516 году от папы Льва X и остальных церковных высокопоставленных лиц разрешение на распределение общественного сбора в пользу нового храма. Подобное разрешение к сбору средств выдал король Людвик II и польский король Сигизмунд I Старый.
Сбор средств в городе Мост начался 22 марта 1517 году и длился до 1 мая 1519 года.
Деньги собирали в Чехии, на Моравии, Саксонии, Лужице и Силезии. В 1517 году собрали 5379 коп, 49 мейсенских грошей. В 1518 году — 4984 коп, 52 гроша. В 1519 году — 1375 коп, 47 грошей. Вместе с остальными дарованиями удалось собрать в целом 12155 коп, 45 грошей. Город должен был в конце отдать 1/3 суммы Римской курии. Оставшиеся деньги пошли на строительство церкви и других зданий, таких как плебания или приходской школы.

### Современные реконструкции
В 1840 году была разрушена кладбищенская стена вокруг церкви и оссуария. В  1880—1883 годах прошла последняя большая реконструкция, во время которой интерьер был переделан на готический с удалением части инвентаря в стиле барокко, новой готической росписью и установкой новоготического оборудования. В 1932 году храм был реконструирован под управлением архитектора Карла Кюна (нем. Karl Kühn). Были обновлены шпаклевка внешней стены здания и реставрированы каменные блоки.

## Перемещение храма

### Варианты сохранения
В 1964 году одновременно с одобрением постепенного сноса старой застройки в Мосте был принят проект строительства новых жилых кварталов на незастроенном месте южнее от города. Ввиду этого встал вопрос о том, как сохранить церковь Вознесения Девы Марии.
Постановлением Чехословацкого государства № 612 от 18 ноября 1964 года было решено совершить работы по перемещению храма.
При министерстве культуры Чехословацкой республики была создана комиссия, председателем которой был выбран Станислав Бехине (Stanislav Bechyně). В 1969 году на его должность был назначен Алоис Мисливец (Alois Myslivec). Комиссии было поручено наблюдать за деятельностью проекта и реализации сохранения церкви. Важнейшим консультaнтoм пo перемещению стaл советский инженер-строитель, крупнейший специалист по передвижке и выпрямлению зданий Эммануил Гендель (1903 — 1994). Oн известен работами по передвижке зданий на улице Горького (Тверской) в Москве, выпрямлению минаретов в Самарканде.
Для сохранения храма было предложено 11 вариантов:
1. Перемещение в южном направлении на 200 метров по созданному транспортному коридору;
2. Перемещение в восточным направлением поперек коридора;
3. Перемещение по заросшей местности по прочным дорогам до места индустриальной школы (сегодня — здание Областного музея);
4. Перемещение по заросшей местности по эластичным дорогам на то же место;
5. Оставить на своем месте укрепив его сваями системы BENOTO;
6. Оставить на своем месте укрепив его сваями;
7. Разобрать по блокам и заново собрать его на другом месте;
8. Разобрать на отдельные строительные камни и заново собрать его на другом месте;
9. Оставить на своем месте на угольном столбе;
10. Оставить на железобетонной раме;
11. Перемещение до места больницы Святого Духа.

Вариант 1 и 2 были отклонены из-за затруднении добычи угля, потому что нахождение угольных прослоек было очень близко к коридору.
Вариант 3 и 4 были оптимальными для перемещения храма, так как были самыми близкими к новому застраиваемому жилому району городу. Эти варианты были отклонены как временно невозможные. Храм должен был переместиться раньше, чем был бы поставлен транспортный коридор. Вариант 4 не был технически возможным, так как путь перемещения проходил через подорванные земли, которые бы не выдержали строительство прочной дороги.
Варианты 5 и 6 показали невозможность исполнения.
Против вариантов 7 и 8 говорило не только большое количество работы, но и высокая потребность в квалифицированных рабочих и высоких расходах. При этом главным было снижение исторической ценности объекта.
При 9 варианте по середине карьера остался бы усеченный конус, состоящий из неоднородных слоев высотой 15 метров и объёмом приблизительно 300 000 m3 и с угольными слоями весом 2,7 миллионов тонн. Возникший столб весил бы 3,3 миллиона тонн и стоял бы на неоднородном основании с косым расположением слоёв. При исполнении данного варианта потребовалось бы уберечь уголь от саморазрушения в слоях под храмом и сохранить его стабильность. Также потребовалось бы реставрировать храм, чтобы обеспечить безопасность при оседании высыхающего столба. Вдобавок осталось бы большое количество недобытого угля, что было бы нежелательно.
Вариант 10 решил бы большинство тех проблем. Постепенное строительство стен до глубины примерно 65 метров снизило бы как риск саморазрушения на минимум, так и потерю угля, одновременно увеличивая стабильность целого столба. Против 9 и 10 вариантов был факт, что здание приблизительно на 30 лет осталось бы изолировано от окружающей культурной среды. Самым лучшим вариантом, хоть и не самым дешёвым, было перемещение целого храма на несколько сотен метров до церкви Святого Духа и больницы Святого Духа.

### Подготовка к перемещению
Постановлением власти Чехословацкой республики № 48/1970 года от 4 марта, которое было подтверждено постановлением № 103 от 12 мая 1971 года, было решено сохранить храм путём его перемещения.
Перед началом проектных работ было проведено детальное историческое исследование. В 1970 году было создано складское помещение, куда свозили разобранную мебель храма, включая главный алтарь и интерьер. В 1971 году было проведено археологическое исследование храма и его округи. В последующие годы было проведено подробное геологическое исследование территории, маршрута и нового места. В течение подготовки проектов были осуществлены дополнительные исследования — определение физически-химических свойств строительных материалов храма, геофизическое исследование основания и пустот в его пространстве. Было изучено прилегающее окружение в пространстве маршрута и конечного расположения. Были проведены различные лабораторные исследования и специальные тесты по определению свойств экстремальных нагрузок и минимальной скорости, тесты укрепления храмовых сводов эпоксидной смолой, которая изначально использовалась на сводах пиаристивского храма в городе Мост.
В 1972 году была разобрана храмовая башня, так как обеспечение её сохранности требовало очень сложной корректировки при перемещении. Позже были начаты работы по обеспечению сохранения интерьера, которые заключались в укреплении сводов эпоксидной смолой и укреплению объекта стальной конструкцией, которое позволило распределить общий вес исторической конструкции (9600 тон) на отдельные транспортные тележки. Общий вес перемещаемого груза составил 12000 тонн.
Дорогостоящей частью подготовительной работы было создание транспортной дороги. Рельсы, несмотря на большое расстояние транспортировки, имели длину всего-лишь 160 метров. Рельсы пять раз разбирали и собирали перед храмом. На всех важных статических зонах на рельсах было 53 транспортировочные тележки, которые изготовила фирма Шкода. Тележки работали на гидравлическом принципе.

### Пункт управления
Пункт управления был расположен в храме. Он состоял из застеклённой пристройки в передней части, которая возвышалась на 11 метров над землей. Соединение с храмом осуществлялось при помощи километровых проводов и шлангов с жидкостью, которые приводили в действие электромагнитные датчики MSI, расположенные в храме в управляющем компьютере и в транспортном пункте. После переработки информации датчики посылали сигнал до гидравлики, тем самым приводя тележки в движение. Управлением занимались инженеры и техники из INOVY (Исследовательское предпринимательство федерального министерства для технического и инвестиционного развития).
Последней частью проекта было строительство новых двухэтажных оснований конструкции, которые гарантировали безопасное расположение без риска неравномерного проседания почвы.
В 1975 году работа дошла до кульминации, во время которой начался постепенный снос стен и бетонирование проёмов. При бетонировании на старое голое основание положили двухслойный лист метала, чем достигли отделения объекта од каменных оснований. Конструкция позволила повысить нагрузку и упростила добавление вспомогательных стальных балок под стены.

### История перемещения
15 сентября 1975 года началось поднятие и установка целого объекта. 30 сентября в 11 часов 50 минут было начато перемещение. Дорога имела овальный вид расстоянием 841,1 метр со склоном 12,3 промилле. Храм перемещался по ней со скоростью 1,2-3,2 см в минуту. Перемещение закончилось 27 октября 1975 года в 8 часов 52 минуты.

### Реконструкция после перемещения
После перемещения требовалось обеспечить стабильность здания и его восстановление. Были заново созданы крыша и башня. Отделан интерьер, откуда были убраны украшения XIX века. Работы длились, включая исправление окружающей местности, до 1988 года, когда храм был вновь открыт для посещения. Храм предполагалось использовать в качестве выставочного пространства и концертного помещения. Церковь была вновь освящена в 1993 году. Так как храм передвигали по овальным транспортным путям, изменили его ось положения, поэтому алтарь был направлен на юг, а не на восток, как принято по традициям.

## Описание костёла
По представлению южнонемецкой поздней готики храм имеет одну башню, экстерьер выглядит просто и строго, стены гладкие и плоские с двумя поясами окон. Нижние окна относятся к отдельным часовням а верхний пояс окон относится к боковым нефам храма. Внутри храма большое пространство разделено тремя нефами, содержащими по 8 восьмигранных колонн без капителей. Между колоннами 16 часовен, 2 боковые прихожие, ризница, восточная двойная лестница и западная лестница. Каждая часовня имеет свод. Отдельные позднеготические своды имеют чисто декоративные нервюры.
В интерьере храма установлена экспозиция готического искусства и ренессанс северо-западной Чехии. Цокольный этаж служит выставочной галереей изобразительного искусства. Большой главный алтарь был построен в 1735—1739 годах, его пластичная отделка происходит с мастерской скульптура Бартоломея Эдера (Bartoloměj Eder). Алтарная икона Йозефа оКрамолина (Josef Kramolín) датируется 1773 годом.
Корректировки площадью 16,57 гектаров около храма датируются 1986 годом. За храмом было обновлено пространство и основано новое кладбище. В 1994—1995 годах в рамках парковых реконструкций был построен водный резервуар площадью 1,83 гектара, наполненный водой из реки Билина.